# Nuria Dominguez
Nuria Domínguez Asensio, španska veslačica kanadskega rodu, * 30. januar 1974, Toronto, Ontario.
Dominguezova, ki je bila rojena v Kanadi je za Španijo nastopila na Poletnih olimpijskih igrah 1996, 2004 in 2008.